# Cephalotes bohlsi
Espèce
Cephalotes bohlsi est une espèce de fourmi arboricole du genre Cephalotes, caractérisée par une tête surdimensionnée et plate ainsi que des pattes plus plates et plus larges que leurs cousines terrestres. Elles ont la capacité de se « parachuter » en guidant leur chute libre d'un arbre avec leurs membres,. Elles peuvent ainsi se déplacer d'un arbre à un autre dans une forêt.